# Piet Hein (wetenschapper)

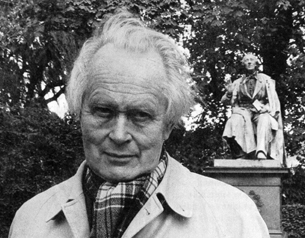
Piet Hein voor het standbeeld van Hans Christian Andersen in Kongens Have, 1983.

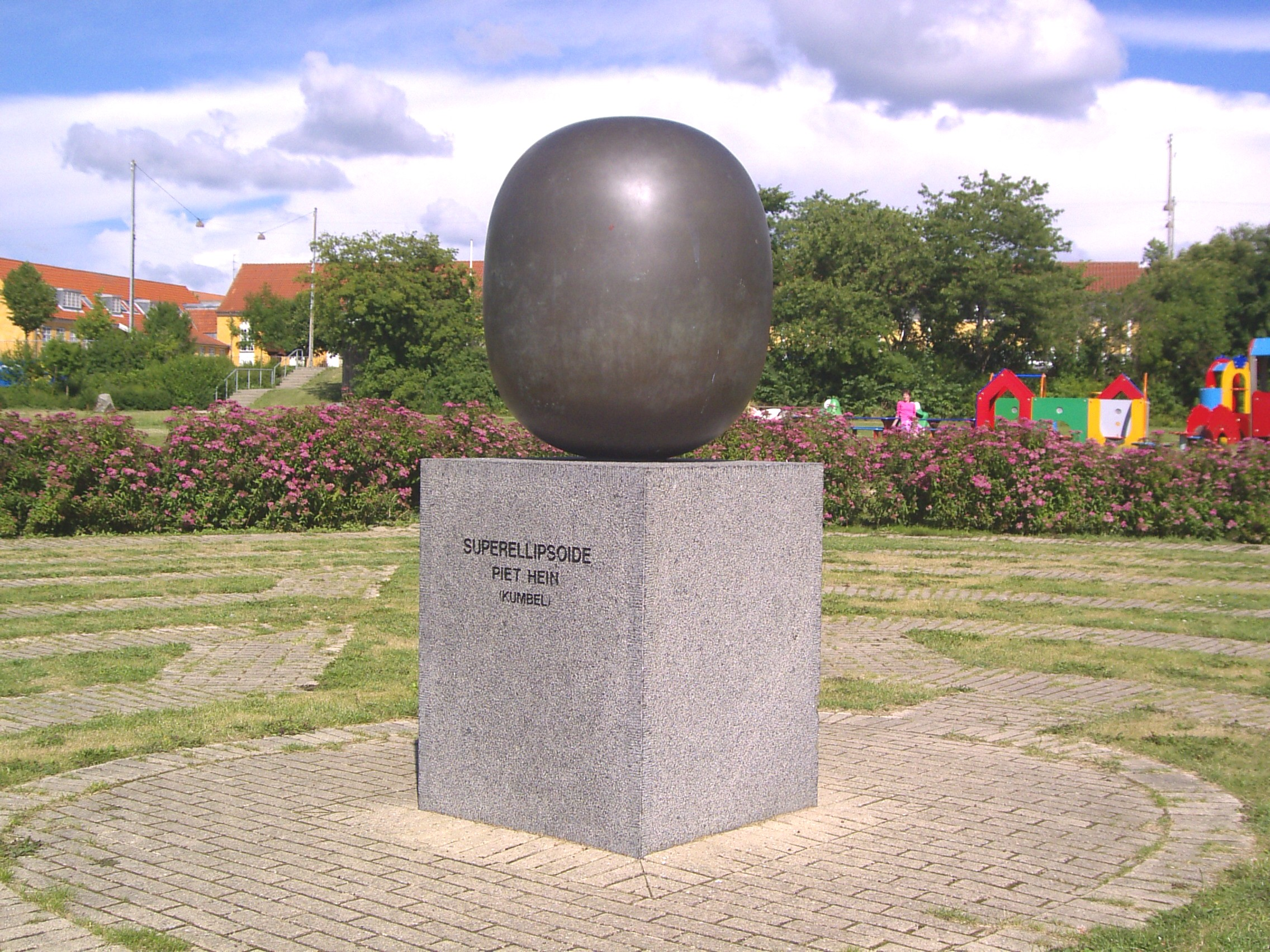
Piet Hein superellipsoïde in Farum

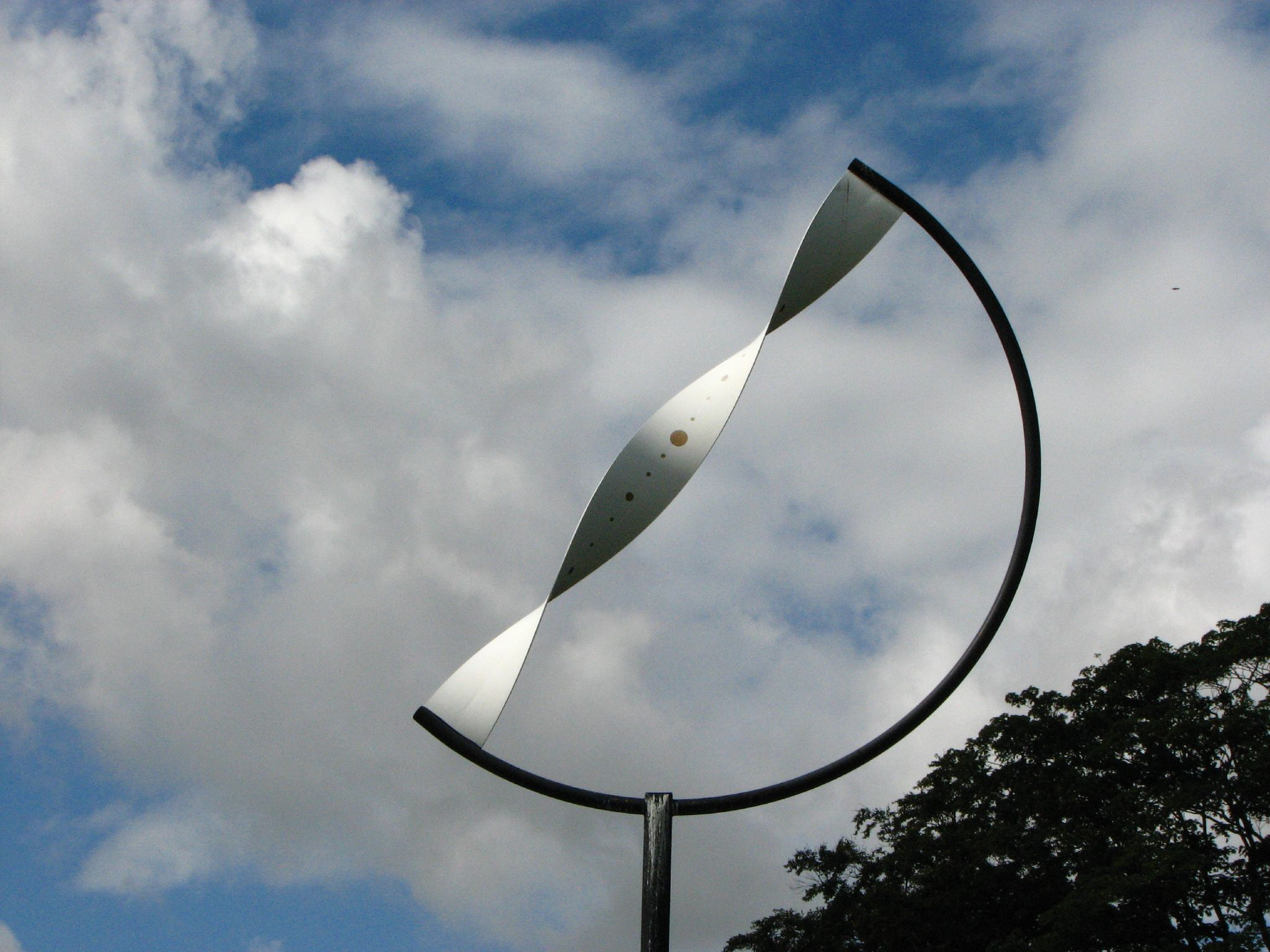
Door Piet Hein ontworpen zonnewijzer

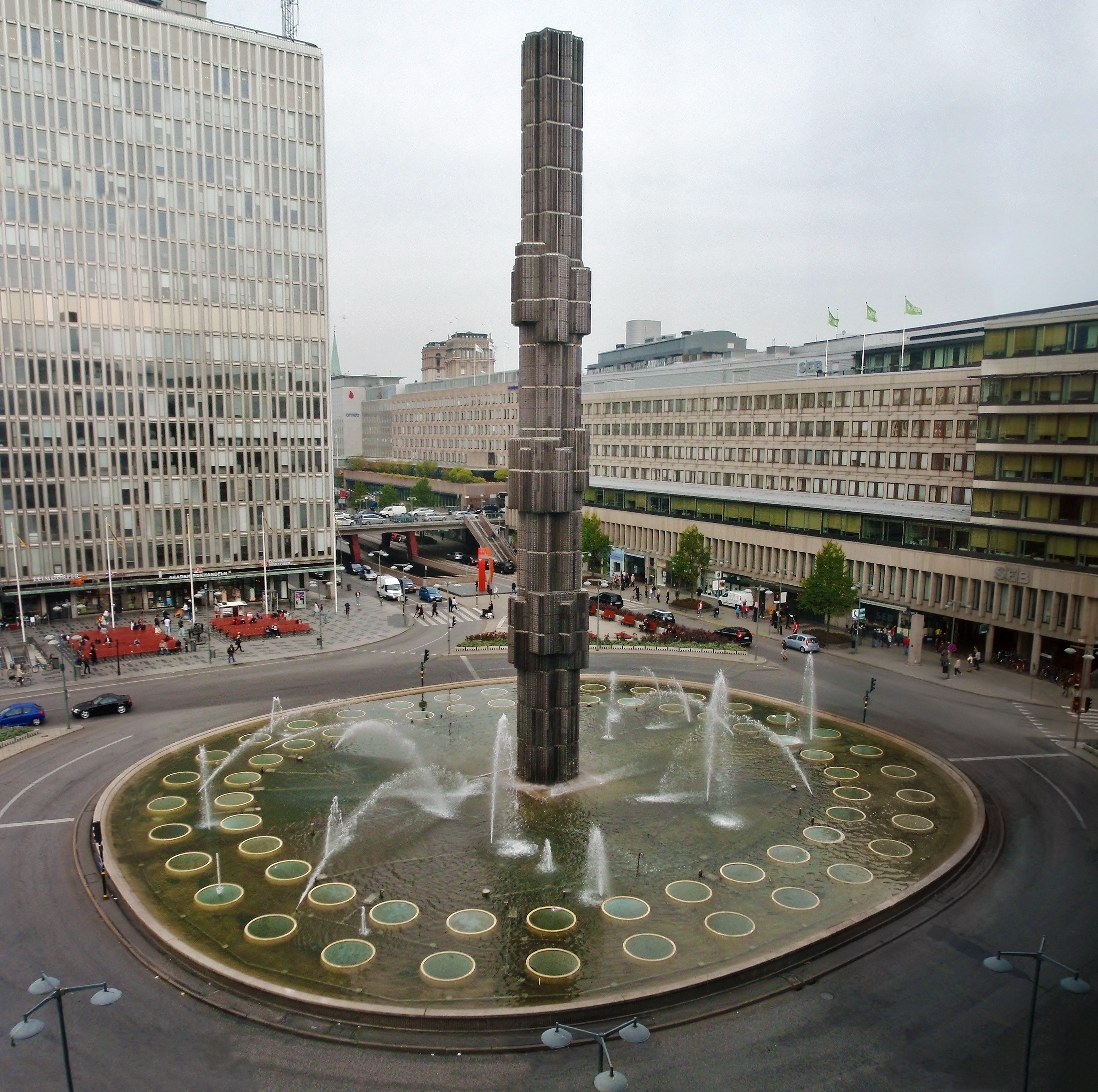
Door Piet Hein en David Helldén ontworpen superellips op Sergels torg in Stockholm

Piet Hein (Kopenhagen, 16 december 1905 – Middelfart, 18 april 1996) was een Deense wetenschapper, wiskundige, uitvinder, schrijver en dichter, vaak schrijvend onder het pseudoniem Kumbel, Oudnoors voor 'grafsteen'.

## Leven en werk
Piet Hein werd geboren in Kopenhagen. Hij was een achterneef van de schrijfster Karen Blixen. Hij trouwde vier keer, het eerst in 1937, en scheidde drie keer. Zijn vierde echtgenote stierf in 1968. Hij had vijf zonen uit zijn laatste drie huwelijken. Hij had in de vroege jaren veertig enige tijd een verhouding met de schrijfster Tove Ditlevsen.
Hij studeerde aan het Instituut voor Theoretische Wetenschappen aan de Universiteit van Kopenhagen (nu Niels Bohr-instituut) en de Technische Universiteit van Denemarken.
Piet Hein was wiskundige op het terrein van de speltheorie. Hij ontwierp de superellips, de superellipsoïde en het superei. Hij maakte deel uit van het team rond de Deense Nobelprijswinnaar, natuur- en scheikundige Niels Bohr. Het verhaal gaat dat zijn functie vooral erop neer kwam om met zijn geestigheid de mensen rond Niels Bohr wakker te houden. Hij pleitte sterk voor het toepassen van superellipse rondingen in stadsplanning, meubelontwerp en andere toepassingsgebieden. Hij was de uitvinder van een eeuwigdurende kalender (de Astro Kalender). Hij ontwierp marktwarenhuizen gebaseerd op de superellips en het Super-Ei. Ook vond hij allerlei spellen uit, zoals Polygon, later Hex genoemd (dat in hetzelfde jaar 1942 ook door de Amerikaan John Forbes Nash jr. werd bedacht), Tangloids, Morra, Toren, Polytaire, TacTix, Nimbi, Qrazy Kubus, Pyramystery en de Soma kubus.
Hij werd populair bij een groot publiek door zijn duizenden korte kernachtige gedichten (zinspreuken) die groek werden genoemd (Deens gruk, Engels grook). Hij schreef ze zowel in het Deens als in het Engels en maakte er geestige illustraties bij. Voorbeelden:
| Losing one glove is certainly painful but nothing compared to the pain of losing one, throwing away the other and finding the first one again | Man's a kind of Missing Link fondly thinking he can think. |

Piet Hein kreeg vele prijzen en onderscheidingen. In 1972 werd hem door Yale-universiteit een eredoctoraat toegekend. De Deense koningin onderscheidde hem in 1985 met de exclusieve medaille "Ingenio et Arti".
Hij stierf in 1996 in zijn huis op Funen.

## Naam en afkomst
Er wordt beweerd dat hij een directe afstammeling was van Piet Hein, de Nederlandse zeevaarder uit de 16e eeuw. Hierover zegt hij, in de hem typerende stijl:
Mijn voorvader, de Nederlandse volksheld Admiraal Piet Hein, stierf — zoals Nederlandse geschiedschrijvers om de tien jaar herhalen — kinderloos. Je kunt niet veel vergen van een voorvader, maar je mag van hem aannemen dat hij niet kinderloos gestorven is.